# Мерфи, Терри
Те́рри Мёрфи (англ. Terry Murphy, род. 6 марта 1972 года) — профессиональный снукерист из Северной Ирландии. Стал профессионалом в 1991 году. Дважды пробивался в финальную стадию чемпионата мира (в 1998 и 1999). Наивысший рейтинг — 27-й (с 1997 по 1999). В 2001 году Мёрфи достиг 1/16 финала чемпионата Великобритании.
В 1993 году Мёрфи сделал максимальный брейк на турнире Benson & Hedges Championship, но этот брейк не был включён в официальный список максимумов.